# Т-72
Т-72 е съветски основен боен танк, чието производство започва през 1971 г. и продължава. Влиза на въоръжение в съветската армия през 1973 г. Серийното производство започва във вагоностроителния завод в град Нижни Тагил, Русия. Това е един от най-разпространените танкове на въоръжение, като много страни са разработили свои варианти на Т-72. От него произлиза и модерният Т-90. През 1982 г. Ирак купува лиценз за производството на базовия модел Т-72 и още същата година страната започва собствено производство. Танкът носи името „Асад Бабил“ (Вавилонски лъв). Други варианти са украинският Т-84, румънският TR-125 и югославският М-84.

## История
Когато Т-64 е представен за първи път през 1960-те години, той е един от най-усъвършенстваните танкове в света по отношение на своя дизайн. Новият модел има и недостатъци – нестабилно окачване, недостатъчно мощен двигател и неточно въоръжение. Изграждането на един танк също е било прекалено скъпо. През 1967 г. в Уралвагонзавод в Нижни Тагил е разработен модел с двигател В-45, по-стабилно окачване и по-дебела броня. Грубата схема е назована „Обект 172“, проектирана от Леонид Карчев, а изчистеният модел („Обект 172М“) с двигател В-46 е проектиран от Валери Венедиктов и се превръща в базов модел. Изпитванията траят от 1971 до 1973 г. Серийното производството започва малко след края на тестовете в заводите в Нижни Тагил и Челябинск.
Т-72 е бил най-разпространеният танк в армиите на СССР и страните от Варшавския договор, считани за потенциални врагове на САЩ и западните страни. Към края на 1980-те Съветският съюз е разполагал с близо 10 000 танка. Страни от Варшавския договор като Народна република България и Социалистическа република Румъния са въоръжени с Т-72 „Урал“ и Т-72 АК които са произведени в Съветския съюз, макар ди има и други модификации на Т-72 – T-72M/М1/М2.. Други страни от Източния блок – Унгария, Чехословакия и Полска народна република са били въоръжени с Т-72, произведени в Полша или Чехословакия, които обаче са с по-малка бронезащита и без допълнителни противорадиационни екрани на купола. Друг проблем е и несъответствието между повечето полски, чехословашки и руски резервни части. Произведените извън СССР Т-72 са били изнасяни за централноевропейските страни от Варшавския договор, както и за други страни – Финландия, Ирак, Сирия, Иран, Югославия, Либия и Индия.
Производството на танка трае десетилетия, и с времето изискването към бронезащитата му се повишава. Първите модели са с лята ламинирана броня, по-късно заменена с композитна. Голяма част от танковете на въоръжение са защитени с реактивна броня, обикновено със 155 динамични тухли при износните модели и 227 тухли при руските модели. Много от важните технически данни за танка са били предадени на ЦРУ през 1970-те години от полския полковник Ришард Куклински.
Поддръжката на танка не е скъпа, а в ръцете на добре обучен и мотивиран екипаж Т-72 е изключително ефективен срещу всички видове западни танкове на въоръжение. Западните анализатори смятат този факт за тревожен, тъй като поне теоретично оръдието му е достатъчно мощно, за да изкара от строя всички видове съвременни танкове, включително и американските. Други експерти подлагат на съмнение качествата му, тъй като по време на Войната в Залива през 1991 г. американските М1А2 Ейбрамс унищожават стотици иракски Т-72 „Вавилонски лъв“, а загубват едва няколко от своите машини. Тежките загуби от страна на иракската армия обаче се дължат на много слабата подготовка на танкистите, некачествените муниции, лошата тактика и не на последно място – факта, че танковете са били от т.нар. „маймунски тип“ – тоест абсолютно немодернизирани. Освен това почти всички иракски машини са били сглобени от нискоквалифицирани работници с остарели съветски и китайски резервни части. Останалите Т-72 в експлоатация от иракчаните са били Т-72М, произведени в Полша.

## Технически характеристики

### Тегло и подвижност
Отличителна черта на Т-72 е неговото тегло от 41 тона, с което той е сравнително по-лек от съвременните ОБТ. Базовият двигател е с мощност от 780 к.с., което прави съотношението мощност-тегло на танка по-малко от днешния стандарт. Въпреки това машината може да развива много високи скорости на шосе, ако е снабдена с гумени тампони за веригите. При изпитване на немската армия един Т-72 успява да развие скорост от 110 km/h по магистрален път. Едно от подобренията на двигателя е малкото отделяне на изгорели газове и премахването на силните вибрации при работа. След 1985 година лятата броня на базовия модел е заменена с реактивна и композитна, а мощността на двигателя е увеличена до 840 к.с.
Т-72 е оборудван с къс шнорхел за прекосяване на реки. Танкът разполага с проста система за снабдяване на екипажа с въздух. Ако двигателят му спре да работи под вода, е необходимо да бъде запален отново до 6 секунди. В противен случай в бойното отделение ще навлезе вода заради загубата на налягане. От всяка страна Т-72 има шест опорни ролки от специална алуминиева сплав – ковани или лети (летите се произвеждат единствено в България по метод за леене с противоналягане, който е български патент), снабдени са с гумени бандажи, едно водимо и едно водещо колело, както и три въртящи барабана над и между опорните ролки. Заради торсионното окачване удобството на екипажа при придвижване е по-лошо в сравнение със западните танкове, снабдени с хидропневматично окачване.
Веригите се отличават с голяма издръжливост, дори в сравнение с последното поколение основни бойни танкове.

### Защита
Т-72 разполага с надеждна защита срещу бойни химически и биологични вещества, както и срещу радиация. Вътрешността на танка е облицована със специална борна сплав, която осигурява и известна защита срещу неутронни ядрени взривове. Съветските машини имат и облицовка от оловни листове за допълнително предпазване на войниците от лъчения. Подобно на Т-55, Т-72 е конструиран да предпази екипажа от свръхналягането, породено при ядрен взрив. Системата за филтриране на въздуха осигурява защита от всякакви видове вредни частици от околната среда. Газовете, отделяни от оръдието при стрелба, са намалени до минимум заради автоматичното му зареждане и след изстрела се отвеждат навън чрез специална система от тръби. Така на практика екипажът разполага с неограничен запас от чист въздух. Комбинацията от всички тези характеристики осигурява добра възможност за оцеляване на танка и при най-тежките условия.

### Интериор
Вътрешното пространство на Т-72 е по-ограничено с цел смаляване на общия силует на танка и оптимално разположение на бронята. Въпреки че екипажът се състои от само трима души, бойното отделение е доста тясно. Движението на перископната система е ограничено, което намалява общото полезрение на водача. Управлението се осъществява чрез два лоста, за разлика от повечето по-модерни танкове (които се управляват с кормило). Това също е недостатък, имайки предвид нуждата от ръчна смяна на скоростите. Руските модели имат вътрешна облицовка от оловна сплав, която осигурява известна защита от различни видове лъчения, но експортните модели нямат такава. Мунициите се складират в бойното отделение, което на теория може да предизвика експлозия, ако вражески снаряд успее да преодолее бронята на танка.

### Броня
Първоначално бронята на Т-72 е била лята, с максимална дебелина до 200 mm. На по-късен етап (Т-72А) тя е заменена с ламинирана (слойна) броня с добавен 80-mm гласис. Износният вариант на Т-72А – Т-72М е с по-лоша бронева защита. Това са т.нар. „маймунски модели“ или „маймунски тип“ машини, предназначени за съюзниците на СССР извън Варшавския договор – предимно страните от Близкия изток. Модернизираният му вариант Т-72М1 има добавен 16-mm челен бронелист. С времето са добавени странични броневи листове за защита на веригите, а в началото на 1970-те – и панели за допълнителна защита на горивните резервоари и двигателя. Т-72Б е снабден с композитна броня по купола и предната част на корпуса (закалена стомана с волфрамов слой, както и пластмасов екран с керамични елементи). Бронезащитата е допълнително увеличена с реактивна броня „Контакт-1“ (за Т-72Б, Т-72АБ, Т-72М1Б, Т-72Б обр. 1985, Т-72С и Т-72Б1), „Контакт-5“ (за Т-72Б обр. 1989) и „Реликт“ (за Т-72БМ). Освен това дебелината на стандартната ламинирана броня е увеличена почти два пъти – до 520 mm, което осигурява до 1340 mm ЕЛХБ защита срещу кумулативни снаряди и до 920 mm срещу кинетични снаряди. Един от големите недостатъци на танка е, че боеприпасите се складират в бойното отделение – често срещана особеност при танковете от това поколение (Чийфтейн, Леопард-1). Ако бронята не издържи и пропусне вражески снаряд вътре в танка, е възможно мунициите да се възпламенят, и последвалият взрив да убие екипажа. По време на войните в Ирак американските танкисти са наблюдавали т. нар. „ефект на тапата“, при който експлозията вътре в машината изхвърля купола ѝ нагоре с голяма скорост. Това явление се е наблюдавало и при Т-55/Тип 69. Предимството на Т-72 пред по-новите основни бойни танкове (като М1 Ейбрамс) е в кръглия купол и следователно по-равномерното разпределяне на бронезащитата. Куполът на Ейбрамс например има изключително силна челна бронезащита, но страничната и задната броня на танка за сметка на това са значително по-слаби и уязвими.
Според годишния доклад за военна техника и стратегия Jane's International Defence Review за 1997, след разпада на СССР американски и германски специалисти имат възможността да направят оглед на руски Т-72Б. След направени тестове бронята на оригиналните руски танкове се оказва непробиваема за почти всички натовски боеприпаси. След тези изпитвания САЩ разработват по-мощни кинетични снаряди, като М829А2 и М829А3, а в отговор руснаците създават реактивната броня „Реликт“ (два пъти по-ефективна от „Контакт-5“) и модулната броня тип „Кактус“.

### Оръдие
Основното 125-mm оръдие на Т-72 е с приблизително еднаква мощност като стандартното натовско 120-mm Л-44, с което са въоръжени повечето съвременни западни танкове. Отклонението от целта при стрелба на разстояние 1800 m е 1 m, което го прави леко неточно в сравнение с други оръдия. Максималната далекобойност е 9100 m, като точната стрелба е възможна на разстояние до 4000 m (със специалната противотанкова ракета, изстрелвана от самото оръдие). Основните боеприпаси са кумулативни БК-27 и БК-29 с пробиваемост до 900 mm ЕЛХБ на разстояние 1800 m. Допълнително танкът разполага с кинетични снаряди БМ-42 с волфрамов сърдечник (пробиваемост от 500 mm ЕЛХБ на 2 km) и БМ-46 с глава от обеднен уран (пробиваемост до 650 mm ЕЛХБ на 2 km).
При добри условия екипажът може да произведе до 7 – 8 точни изстрела в минута. В най-модернизираните варианти на Т-72, както и при Т-90, зареждането на оръдието отнема едва 5 секунди. Почти всички танкове Т-72 имат система за управление на огъня (СУО). Точната стрелба в движение е възможна, ако танкът се движи със скорост до 25 km/h. Много от танковете в експлоатация не разполагат с уреди за инфрачервена термография за улесняване на прицелването, а само с инфрачервени илюминатори тип „Луна“. Инфрачервеният илюминатор обаче е от голяма полза за командира на танка.
От съществуващите машини само тези в армиите на страните от бившия СССР (най-вече Русия, Украйна, Беларус и Казахстан), но и България и Румъния са оборудвани с лазерни далекомери. Един модернизиран Т-72Б с подходящи муниции и добре обучен екипаж може да унищожи вражески М1А1 Ейбрамс, Меркава 3 или Леопард-2А1 с 1 – 2 изстрела и М1А2, Льоклерк или Чалънджър-2 с 2 – 3 изстрела.

### Боеприпаси
Бронепробиваемост (измерена в еквивалент на лята хомогенна броня – ЕЛХБ) на някои основни боеприпаси, използвани в Т-72.
- БК-12 (кумулативен) – 420 mm на всякакво разстояние
- БК-18 (кумулативен) – 550 mm на всякакво разстояние
- БК-29 (кумулативен) – 700 mm на всякакво разстояние
- БМ-15 (кинетичен, волфрамов сърдечник) – 340 mm на 2 km
- БМ-22 (кинетичен, волфрамов сърдечник) – 430 mm на 2 km
- БМ-29 (кинетичен, уранов сърдечник) – 470 mm на 2 km
- БМ-32 (кинетичен, уранов сърдечник) – 560 mm на 2 km
- БМ-42 (кинетичен, волфрамов сърдечник) – 500 mm на 2 km
- БМ-46 (кинетичен, уранов сърдечник) – 650 mm на 2 km

### Сравнение с някои съвременни ОБТ
Таблицата показва техническите характеристики, както и други особености на Т-72Б3 (най-разпространеният модел в Руската армия), сравнени със съвременни основни бойни танкове от други страни.
| Танк                              | Т-72Б3                                           | Чалънджър 2                                            | Леопард-2А5                            | K2 Черна пантера                                                 | Льоклерк                                         | T-90А                                                                                         | M1A1                                                                                                   |
| --------------------------------- | ------------------------------------------------ | ------------------------------------------------------ | -------------------------------------- | ---------------------------------------------------------------- | ------------------------------------------------ | --------------------------------------------------------------------------------------------- | --- |
| Произход                          | Русия                                            | Великобритания                                         | Германия                               | Южна Корея                                                       | Франция                                          | Русия                                                                                         | САЩ |
| Изображение                       |                                                  |                                                        |                                        |                                                                  |                                                  |                                                                                               | |
| Оръдие                            | 125-mm гладкостволно (2A46М-5)                   | 120-mm нарезно (L30A1)                                 | 120-mm гладкостволно (Rheinmetall L44) | 120-mm гладкостволно (L55)                                       | 125-mm гладкостволно (GIAT CN120-26)             | 125-mm гладкостволно (2A46M-1)                                                                | 120-mm гладкостволно (L44/M256)                                                                        |
| Допълнително въоръжение           | една 7,62-mm картечница, една 12,7-mm картечница | две 7,62-mm картечници                                 | две 7,62-mm картечници                 | една 12,7-mm тежка картечница, една 7,62-mm картечница (сдвоена) | една 12,7-mm картечница, една 7,62-mm картечница | една 12,7-mm картечница, една 7,62-mm картечница (сдвоена)                                    | една 12,7-mm картечница, една 7,62-mm картечница (сдвоена), една 7,62-mm картечница (на самото оръдие) |
| Муниции                           | фугасни, кинетични, кумулативни, ПТУР            | кумулативни тип HESH, кинетични с обеднен уран CHARM-3 | кинетични, кумулативни                 | кинетични, кумулативни, ВАС KSTAM-120                            | кинетични, кумулативни                           | кинетични, кумулативни, запалителни, касетъчни, ракети „Рефлекс“                              | M1028 120-mm противопехотен снаряд, БФ, кинетични, кумулативни                                         |
| Боекомплект (снаряди)             | 42                                               | 52                                                     | 42                                     | 40                                                               | 40                                               | 43                                                                                            | 40 |
| Боекомплект (патрони)             | 2000 (7,62-mm), 300 (12,7-mm)                    | 4200 (общо за двете картечници)                        | 4750 (общо за двете картечници)        | 3500 (12,7-mm), 12 000 (7,62-mm)                                 | 1100 (12,7-mm), 3000 (7,62-mm)                   | 300 (12,7-mm), 2000 (7,62-mm)                                                                 | 600 (12,7-mm), 6250 (7,62-mm)                                                                          |
| ПТУР                              | 6                                                | 0                                                      | 0                                      |                                                                  | 0                                                | 6                                                                                             | 0 |
| Зареждане                         | автоматично                                      | ръчно                                                  | ръчно                                  | автоматично                                                      | автоматично                                      | автоматично                                                                                   | ръчно                                                                                                  |
| Броня                             | композитна и реактивна                           | композитна и реактивна                                 | композитна                             | композитна и реактивна                                           | композитна и реактивна                           | композитна и реактивна                                                                        | композитна                                                                                             |
| Защитни системи                   | димни гранати, САЗ „Реликт“                      | димни гранати                                          | димни гранати                          | система за активна защита, радарен и инфрачервен заглушител      | димни гранати, противопехотни гранати            | две системи за активна защита – „Щора“ (с-у ПТУР) и „Арена“ (с-у снаряди), радарен заглушител | димни гранати                                                                                          |
| Тегло                             | 46 t                                             | 62,5 t                                                 | 62,3 t                                 | 55 t                                                             | 54,5 t                                           | 46,5 t                                                                                        | 67,6 t                                                                                                 |
| Макс. скорост (по шосе)           | 75 km/h                                          | 59 km/h                                                | 72 km/h                                | 70 km/h                                                          | 72 km/h                                          | 65 km/h                                                                                       | 68 km/h                                                                                                |
| Макс. скорост (по пресечен терен) | 55 km/h                                          | 40 km/h                                                | 40 km/h                                | 48 km/h                                                          | 55 km/h                                          | 45 km/h                                                                                       | 48 km/h                                                                                                |
| Запас от ход                      | до 550 km                                        | 450 km                                                 | 550 km                                 | 430 km                                                           | 550 km                                           | 500 km                                                                                        | 465 km                                                                                                 |
| Мощност на двигателя              | 1130 к.с.                                        | 1200 к.с.                                              | 1500 к.с.                              | 1500 к.с.                                                        | 1500 к.с.                                        | 1000 к.с.                                                                                     | 1500 к.с.                                                                                              |
| Съотношение мощност-тегло         | 24,8 к.с./t                                      | 19,2 к.с./t                                            | 24,2 к.с./t                            | 27,2 к.с./t                                                      | 27,5 к.с./t                                      | 23,7 к.с./t                                                                                   | 24,5 к.с./t                                                                                            |
| Окачване                          | торсионно                                        | хидропневматично                                       | торсионно                              | хибридно                                                         | хидропневматично                                 | торсионно                                                                                     | торсионно                                                                                              |
| C4I                               | Не                                               | Да                                                     | Някои                                  | Да                                                               | Да                                               | Не                                                                                            | Да |
| ЯХБЗ                              | Да                                               | Да                                                     | Да                                     | Да                                                               | Да                                               | Да                                                                                            | Да |
| Възможност за бой през нощта      | Да                                               | Да                                                     | Да                                     | Да                                                               | Да                                               | Да                                                                                            | Да |

## Модификации

### Основни
- Т-72 Урал (1973) – базов вариант с лята 200-mm броня, 125-mm оръдие, 780 к.с. двигател и оптичен далекомер;
- Т-72А (1979) – първи основен вариант с ок. 300-mm ламинирана броня с композитен екран на купола, лазерен далекомер, електронна система за управление на огъня, промени в бойното отделение и димни гранатомети;
- Т-72М – износен вариант на Т-72А, с малко по-тънка броня, инфрачервен илюминатор „Луна“ вместо лазерен далекомер и по-опростена СУО. Произвежда се най-вече в Полша и Чехословакия;
- Т-72Б (1985) – по-мощно оръдие, подобрени стабилизатор, СУО, електроника и далекомери, способен да изстрелва ПТУР от оръдието. Ламинираната броня е заменена с композитна (дебелина до 580 mm) с опция за навесна динамична защита (реактивна броня). Инсталиран е нов двигател с мощност 840 к.с.
- Т-90 (1995) – модел на танка, включващ десетки цялостни подобрения и системи, взети от Т-80.
- Т-72Б3 (2013) – автоматично следене на цели; радиостанция Р-168-25У-2; оръдие тип 2A46M 5 – 01; тежка картечница 6P50 „Корд“. двигател 92S2F (1130 к.с.); дисплеен комплекс на механик-водача и телевизионна камера за задно наблюдение; гъсенични вериги с наклонени издатъци и задвижващи колела с подобрена възможност за почистване; бордови екрани на корпуса с интегрирани модули за динамична защита „Реликт“ и решетъчни проекционни екрани за МТО на корпуса и др.[18]

### Други
- БМПТ – бронирана машина за поддръжка на танковете. Въоръжена с различни оръжия, мощност на двигателя – 1000 к.с. Неофициалното ѝ название в руската армия е „терминатор“.
- ТОС-1 Буратино – артилерийска установка с напалмови боеприпаси.
- БРЕМ-1 – бронирана ремонтно-евакуационна машина с 12-тонен кран и други инженерни приспособления.
- МТУ-72 – самоходна мостополагаща машина. Мостът може да бъде с дължина до 18 m и се разгръща за 3 минути.

## На въоръжение
- Абхазия – 40 – 50
- Азербайджан – 180[19]
- Алжир – 325[19]
- Ангола – 22, от Беларус[19]
- Армения – 160[19]
- Беларус – 1465[20]
- Босна и Херцеговина – 89 М-84, предвижда се съкращаване до 60 бройки.
- България – 160 Т-72АК, T-72M/М1/М2.
- Виетнам – 150 – 300
- Грузия – 100 или по-малко
- Джибути – 42
- Етиопия – 50[21]
- Индия – 1700[22]
- Ирак – 77[23]
- Иран – 500[24]
- Йемен – 39[19]
- Казахстан – 300
- Кения – 110
- Киргизстан – 210[25]
- Китай – 1, за експерименти[25]
- КНДР – 1 Т-72С, до 300 Покпхун-хо
- Куба – 40 – 50[19]
- Кувейт – 149 M-84 [25]
- Либия – 85 + 115 в резерв[26]
- Северна Македония – 31[27]
- Малайзия – 48 PT-91 Тварди[28]
- Мароко – 100[25]*
- Монголия – 85[29][30]
- Мианмар – 139 Т-72С[31]
- Полша – 586 Т-72М1, 135 Т-72М1Z и 98 PT-91 Тварди.[32]
- Русия – 1200 в употреба (още около 8000 в резерв)[33]
- Сиера Леоне – 2, от Полша[25]
- Сирия – 1600[34]
- Словакия – 272[19]
- Словения – 19 (M-84)[19]
- Сомалиленд – 20
- Сърбия – 212 М84, 15 Т-72М1 + 50 в резерв[35]
- Таджикистан – 44[36]
- Туркменистан – 702[37]
- Узбекистан – 70[38]
- Украйна – 1180[39]
- Унгария – 238[19]
- Хърватия – 64 (+M-84)[19]
- Чехия – 181[40]
- Южна Осетия – 10
- Южен Судан – 42. С оглед на липсата на военна организация в тази страна, танковете вероятно са извън употреба към 2011 година.

### Бивши
- ГДР – 162, предадени на обединена Германия
- Германия – 162 от ГДР, сега изведени от експлоатация
- Чеченска република Ичкерия – десетки танкове, останали от съветско време са били използвани от чеченските сепаратисти.
- Румъния – 35, изведени от експлоатация
- СССР – ~10 000, разпределени между приемните държави
- Финландия – 161, изведени от експлоатация
- Чехословакия – 815 (1991), разпределени между Чехия и Словакия
- Югославия – 70, разпределени между приемните държави

### Организации
- ООН – закупува от България 23 броя, а от Украйна 22 броя (общо 45)

### Невоенни
- Белгия – 1, за експозиции[25]
- Великобритания – 5, за експозиции[25]
- Дания – 1, за експозиции[25]
- Израел – няколко, за експозиции
- Канада – 8, за експозиции[25]
- Литва – 2, за експозиции[25]
- САЩ – 7, за тестове и експозиции[25]
- Швеция – 5, за експозиции и тестове[25]

## Участие в сражения
- Ирано-иракска война
- Войната в Ливан през 1982
- Съветската война в Афганистан
- Войните в Югославия, Косово и Прешево
- Войните в Ирак (1991 и 2003)
- Конфликтът в Нагорно-Карабах
- Войните в Чечня (Първа чеченска война и Втора чеченска война)
- Конфликтът в Македония през 2001
- Руско-грузинска война (2008)
- Руско-украинска война

В хода на руското нападение над Украйна Т-72 се оказва лесна цел за съвременните варианти на управляеми ракети от типа на американската FGM-148 Javelin и шведската Next generation Light Anti-tank Weapon. До 20 март 2022 г. Русия е загубила повече от 150 танка Т-72 от различни модификации, а украинските въоръжени сили – 8. Всички тези загуби са документирани и обобщени от „Oryx Blog“. Това поставя под сериозен въпрос пригодността на Т-72 за съвременни бойни действия.